# Dielocroce harterti
Dielocroce harterti là một loài côn trùng trong họ Nemopteridae thuộc bộ Neuroptera. Loài này được Navás miêu tả năm 1913.